# Live from London 2006
Live from London 2006 – koncert zespołów Melvins i Fantômas utrwalony na DVD w 2008.

## Lista utworów
1. "Sacrifice"
2. "Page 27"
3. "Night Goat"
4. "Page 28"
5. "Page 3"
6. "Electric Long Thin Wire"
7. "The Bit"
8. "Page 14"
9. "Pigs of the Roman Empire"
10. "The Omen"
11. "Hooch"
12. "Mombius Hibachi"
13. "Page 23"
14. "Skin Horse"
15. "Cape Fear"
16. "Let It All Be"
17. "Lowrider"
18. "04/02/05 Saturday"
19. "Page 29"
20. "04/08/05 Friday"
21. "Spider Baby"

## Twórcy
- Dale Crover - perkusja, dodatkowy wokal
- Trevor Dunn - gitara basowa, dodatkowy wokal
- Dave Lombardo - perkusja
- Buzz Osborne - gitara, wokal
- Mike Patton - wokal, keyboard, elektronika
- David Scott Stone - gitara, bas